# گرین ولی، لس آنجلس، کالیفرنیا
گرین ولی (به انگلیسی: Green Valley) یک منطقهٔ مسکونی در ایالات متحده آمریکا است که در شهرستان لس‌آنجلس، کالیفرنیا واقع شده‌است. گرین ولی ۳۳٫۱۷۶ کیلومتر مربع مساحت و ۱٬۰۲۷ نفر جمعیت دارد و ۸۹۵ متر بالاتر از سطح دریا واقع شده‌است.